# Andreas Hinkel
Andreas Hinkel (født 26. marts 1982 i Backnang, Vesttyskland) er en tidligere tysk fodboldspiller, der sidst spillede for tyske SC Freiburg. Hinkel optrådte i sin karriere også for skotske Celtic F.C., den spanske La Liga-klub Sevilla FC og VfB Stuttgart i Bundesligaen.
Hinkel vandt i sin tid i Sevilla FC både UEFA Cuppen, UEFA Super Cuppen og Copa del Rey. Efter sit skifte til Celtic var han med til at sikre sig det skotske mesterskab med klubben i 2008.

## Landshold
Hinkel står noteret for 21 kampe for Tysklands landshold, som han debuterede for den 30. april 2003 i en kamp mod Serbien og Montenegro. Han var efterfølgende en del af den tyske trup til EM i 2004.

## Titler
Copa del Rey
- 2007 med Sevilla FC

UEFA Cup
- 2007 med Sevilla FC

UEFA Super Cup
- 2007 med Sevilla FC

Skotsk Premier League
- 2008 med Celtic FC